# Коннерс, Пейдж
Пейдж Коннерс (англ. Paige Conners; род. 9 апреля 2000, Питтсфорд, Нью-Йорк) — израильская фигуристка. Вместе со своим партнером Евгением Краснопольским они являются бронзовыми призерами турнира серии Челленджер в Минске. Она выступала за Израиль на зимних Олимпийских играх 2018 года по фигурному катанию в парном катании и командных соревнованиях.

## Биография
Коннерс родилась 9 апреля 2000 года в Питтсфорде, штат Нью-Йорк, США, в семье Карен (учителя чтения) и Марка (стоматолога) Коннерсов. Имеет еврейское происхождение. Ее мать родом из Буффало и имеет израильское гражданство. Позже она переехала в Эджуотер, Нью-Джерси. У нее двойное американо-израильское гражданство.

## Карьера
Коннерс начала кататься на коньках в 2003 году. Представляя Израиль в женском одиночном разряде, она заняла 27-е место на чемпионате мира среди юниоров 2017 года в Тайбэе, Тайвань. Ее тренировали Галит Чайт, Гилберто Виадана и Микела Боскетто.
Переключившись на парное катание, Коннерс встала в пару с Евгением Краснопольским в марте 2017 года. Пара решила тренироваться в Хакенсаке, под руководством Галит Чайт и Антона Нименко.
Пара заняла 5-е место на U.S. Classic 2017 в сентябре. Позже в том же месяце они заняли 8-е место в Nebelhorn Trophy 2017 года. Этот турнир был квалификацией на зимние Олимпийские игры 2018 года. Благодаря их результату, Израиль получил право на одного участника в парных соревнованиях. В октябре Пейдж и Евгений завоевали бронзовую медаль на турнире серии Челленджер в Минске.
В ноябре 2017 года Коннерс / Краснопольский были вызваны в олимпийскую сборную Израиля. В январе 2018 года они заняли 9-е место на чемпионате Европы 2018 года в Москве.
Пейдж с Евгением Краснопольским представляли Израиль на зимних Олимпийских играх 2018 года по фигурному катанию в парном катании (19-е место) и командном турнире в Пхенчхане
По окончании олимпийского сезона Коннерс приняла решение прекратить большую спортивную карьеру.

## Программы

### Парное катание
| Сезон     | Короткая программа                                                                 | Произвольная программа                              |
| --------- | ---------------------------------------------------------------------------------- | --------------------------------------------------- |
| 2017/2018 | Саундтрек из к/ф «Привидение» Дэвид А. Стюарт, Глен Баллард хореография Галит Чайт | Список Шиндлера Джон Уильямс хореография Галит Чайт |

### Одиночное катание
| Сезон     | Короткая программа                                                                                     | Произвольная программа                                                                                |
| --------- | --- | --- |
| 2016/2017 | Love Theme (из к/ф «Новый кинотеатр „Парадизо“») Эннио Морриконе хореография Галит Чайт, Джеффри Баттл | Now We Are Free (из к/ф «Гладиатор») в исполнении Лизы Джеррард хореография Галит Чайт, Джеффри Баттл |

## Результаты
| Соревнования            | 17/18 |
| ----------------------- | ----- |
| Олимпийские игры        | 19    |
| Чемпионаты мира         | 19    |
| Чемпионаты Европы       | 9     |
| CS Ice Star             | 3     |
| CS Nebelhorn Trophy     | 8     |
| CS U.S. Classic         | 5     |
| CS = серия «Челленджер» |       |

| Соревнования                  | 16/17 |
| ----------------------------- | ----- |
| Чемпионаты мира среди юниоров | 27    |
| Bavarian Open                 | 4 J   |
| Santa Claus Cup               | 3 J   |
| Кубок Таллина                 | 5 J   |
| J = юниорский уровень         |       |